# ブランソン (ミズーリ州)

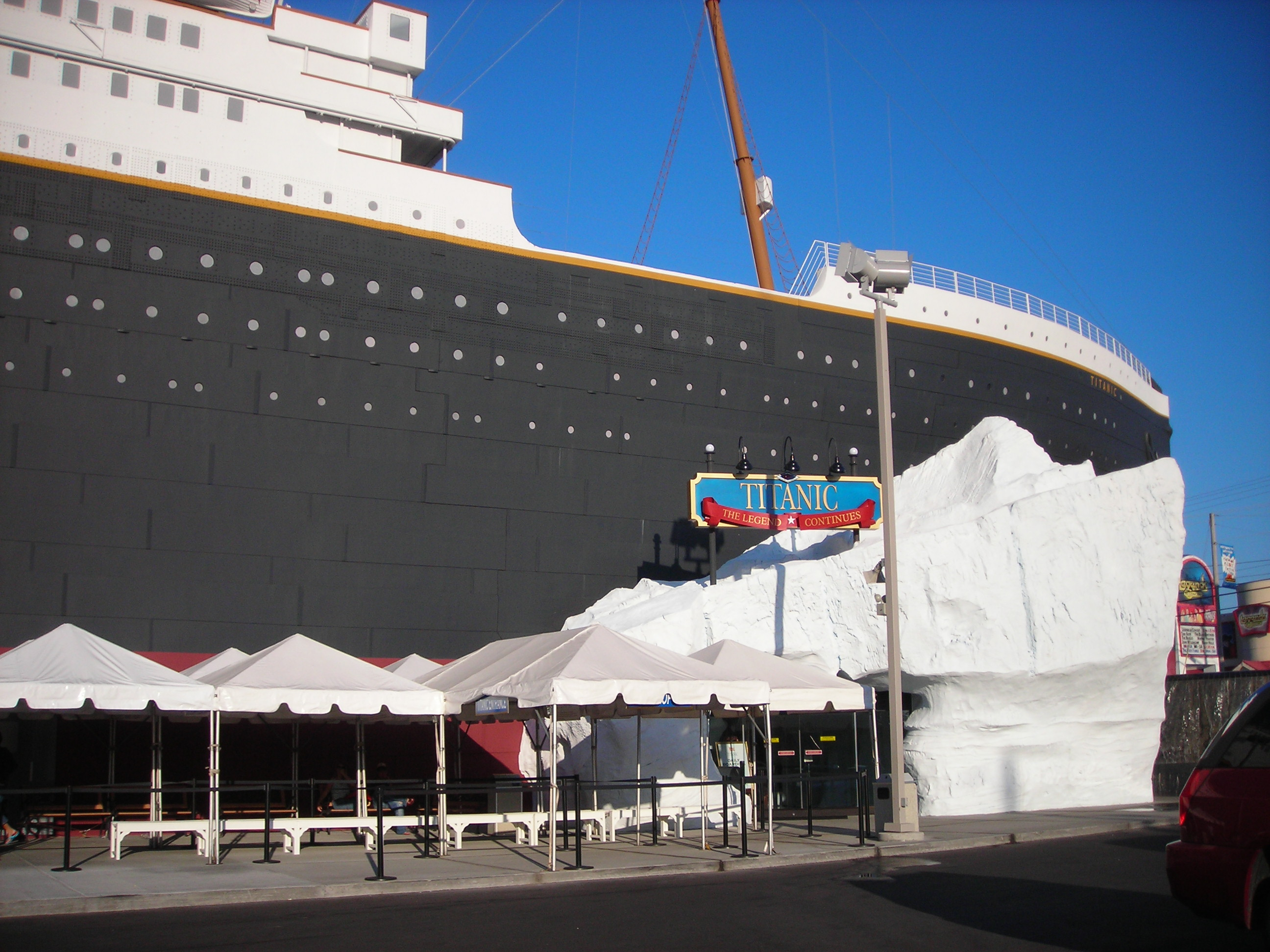
タイタニック博物館

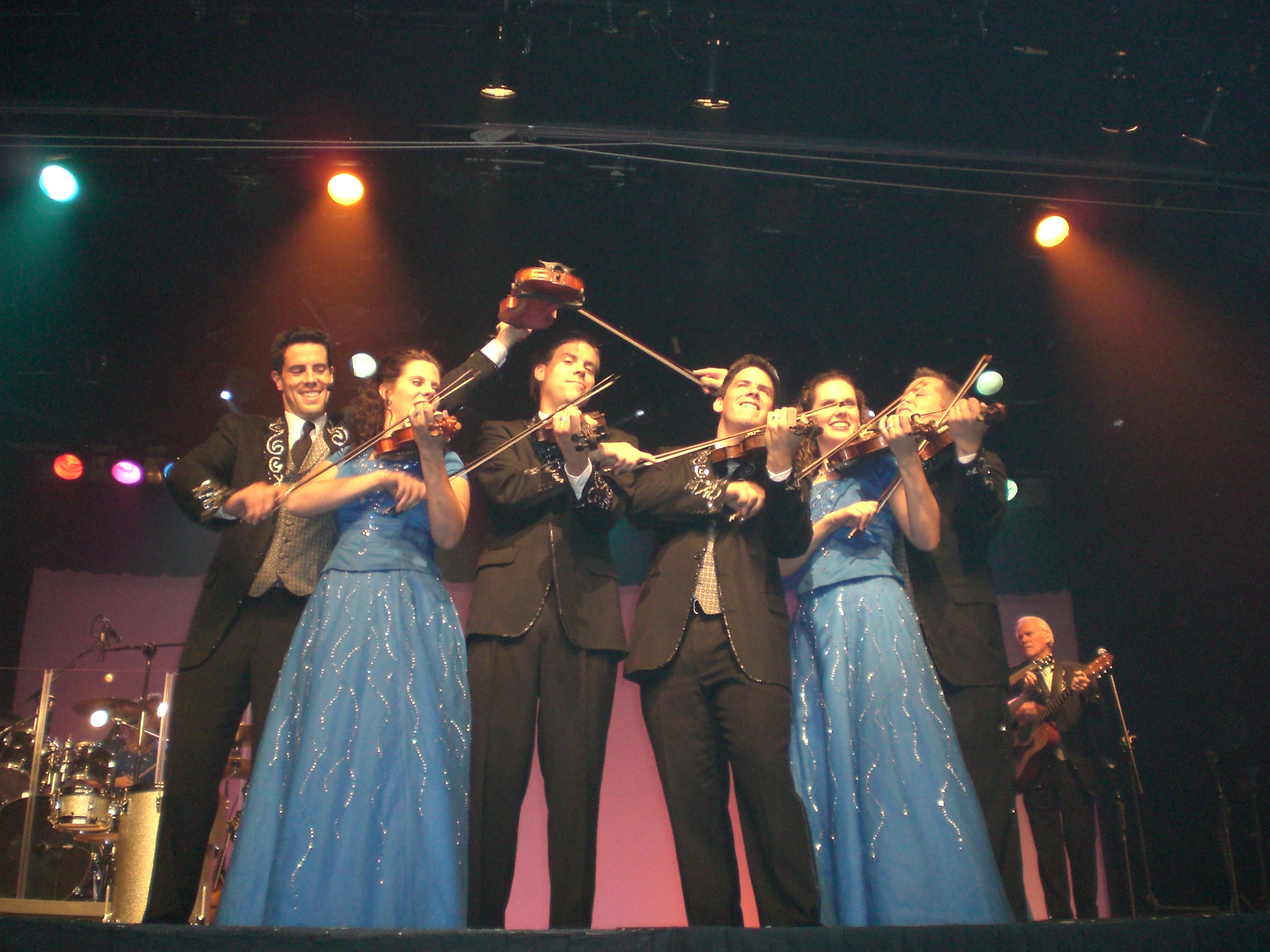
ブランソンで公演する「ザ・ダットンズ」

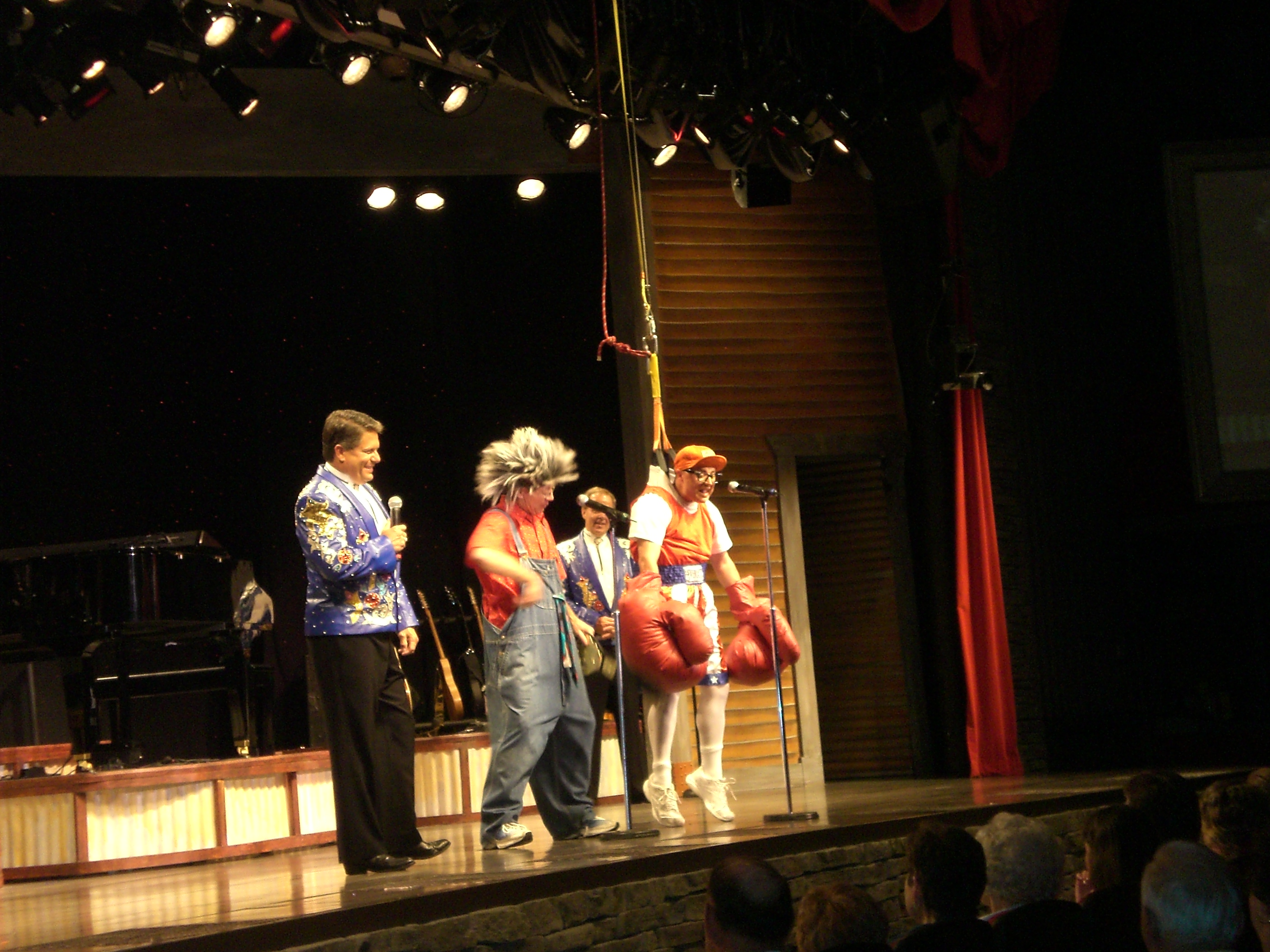
プレスリーのカントリー・ジュビリー

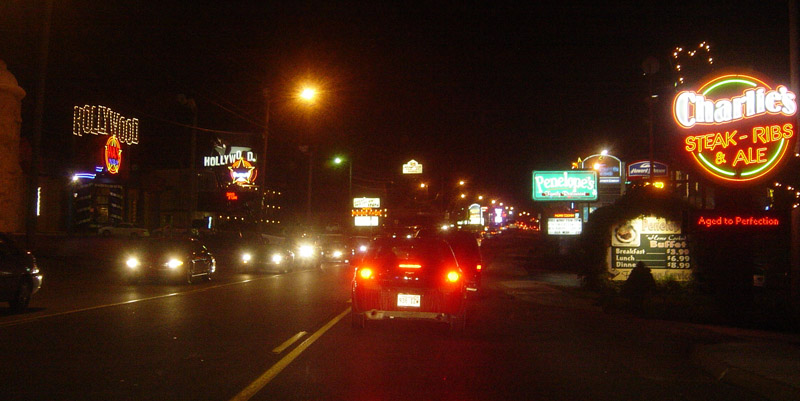
賑わう夜の「ザ・ストリップ」（州道76号線）

ブランソン（英: Branson）は、アメリカ合衆国ミズーリ州の最南部、ストーン郡とトーニー郡に跨る都市である。オザーク山地の中に入っている。市名は1880年代の郵便局長を務め、地域の雑貨屋を営んでいたリューベン・ブランソンから採られた。
ブランソンはミズーリ州や周辺地域にとって人気のある休暇地だった。州道76号線カントリー・ブールバードには娯楽の劇場が建ち並び、また規模は落ちるが州道248号線シェパード・オブ・ザ・ヒルズ・イクスプレスウェイにもあり、観光地としての人気を高めてきた。現在は国内各地から自家用車あるいはバスで観衆を惹き付け続けている。
2010年国勢調査での人口は10,520 人だった。ブランソン小都市圏はストーン郡とトーニー郡の全体を含んでいる。

## 歴史
1882年、リューベン・ブランソンがこの地域に雑貨店と郵便局を開いた。正式には1912年に法人化された。この年、ホワイト川にパワーサイドダムが建設され、トーニーコモ湖が完成した。
1894年、ウィリアム・ヘンリー・リンチがマーブル（大理石）洞窟を買収し、マーベル（不思議）洞窟と改名して、観光客から入場料を取り始めた。1950年にヒューゴとメアリーのハーシェンド夫妻が99年間リースでこの洞窟を借り受け、その中でスクウェアダンスの会を始めた。ハーシェンド家は電気照明やコンクリート製階段で洞窟を近代化し、1960年にはシルバー・ドラー・シティをオープンした。これは、フロンティアにあった町を再現したものであり、店舗5軒、教会1棟、丸太小屋1軒があり、ハットフィールド家とマッコイ家の争いを俳優が演じた。
1907年、ハロルド・ベル・ライトがオザーク山地に関する小説『丘の羊飼い』を出版した。オールドミル・シアターが、1960年にこの小説に基づく最初の屋外劇を上演し始めた。丘の羊飼い屋外ドラマとホームステッドと呼ばれたこのショーは2013年10月19日の屋外ドラマ公演で終演になった。この劇場はインスピレーション・タワー、パイオニアの息子達などその他の演し物の会場だった。ハロルド・ベル・ライト博物館は、世界最大の玩具博物館の中にある。1934年、12年間ブランソン市長を務め、起業家でもあるジェイムズ・オーウェンがコマーシャル通りに最初の劇場を建設し、当初「ヒルビリー・シアター」と呼ばれたその施設は、遠くまた広く観衆を集め始めた。1959年、ホワイト川にテーブルロックダムが完成してテーブルロック湖を造った。1959年、ボールドノッバーズ・ジャンボリーがブランソンで初のライブ音楽ショーを開催した。
1962年、ポール・ヘニングがオザーク山地に向かうボーイスカウトのキャンプ旅行にヒントを得て、『じゃじゃ馬億万長者』を創作し、1971年までテレビで放映された。1969年のシーズン8で、初めの5話はブランソン地域が舞台になり、クランペットが自分の家に戻った。ヘニングは後にブランソンに近いルス・アンド・ポール・ヘニング保護地域に1,534エーカー (6.21 km2) の土地を寄付した。またこの番組で使った1921年製オールズモビルの改造トラックをカレッジ・オブ・ジ・オザークスに寄付しており、現在はラルフ・フォスター博物館で展示されている。
プレスリー家（エルヴィス・プレスリーとは無関係）が、1967年にミズーリ州道76号線沿いで初めてショー（プレスリーのカントリー・ジュビリー）を公演した。翌年にはボールドノッバーズ・ジャンボリーが続いた。最終的にブランソンには50以上の劇場ができ、その大半は州道76号線沿いにあることになった。
1980年代初期、チサイ・チャイルズ・スターライト・シアターが、通常演じられる伝統的なカントリー・ミュージック以外に、初めて舞台装置、楽器セクション、考えられた衣装変更、音楽を導入した。ショージ・タブチ（田淵 章二）など多くの芸人を育てることになった。
1983年、ロイ・クラーク・セレブリティ・シアターがオープンし、著名なカントリー・ミュージックのスターをブランソンに連れてくるようになってから、ブランソンは観光客を誘致する場所に変身し始めた。ブランソンに自分の劇場を持つ芸人の多くは、この会場で演じたときに初めてブランソンを発見していた。
1983年にはまた、7,500席のスイス・ビラ円形劇場がランプでオープンした。この屋外円形劇場はデフ・レパード、レーナード・スキナード、REOスピードワゴン、ステッペンウルフ、オジー・オズボーンのような芸人を連れてきた。2000年代初期に一旦閉鎖され、2010年にブラックオーク・マウンテン円形劇場として再開された。
1987年、ボックス・カー・ウィリーがブランソンの劇場を購入したことで最初の国際的エンタテナーとなり、そこで恒久的な公演スケジュールを持っている。
1989年、ショージ・タブチがブランソンで自分の劇場をオープンした（州道76号線沿いのオザークス自動車博物館を劇場に転換した）。続いて1990年にはシェパード・オブ・ザ・ヒルズ・イクスプレスウェイに新しい劇場を建設した。一方メル・ティリスがショー時の古い劇場に引っ越した。1990年から1991年、ジム・スタッフォード、レイ・スティーブンス、ミッキー・ギリー、モー・バンディなど幾人か全国に知られた芸人が自分の劇場を開いた。これら全国的なスターの他に、土地で育った多くのショーも劇場を持った。ロー家は自分達のショーを演じ、コンウェイ・トウィッティ、ロレッタ・リン、バーン・ゴスディン、ウェイロン・ジェニングスなど全国に知られたスターを連れてきた。76ミュージック・ホール（現在はグランド・カントリー・ミュージック・ホールと呼ばれる）が1日の異なる時間帯に3つの異なるショーを演じた最初の劇場になった。バック・トレントはモーニング・ショーを開催した最初の全国レベル・スターとなった。
劇場が増えていき、その他の公演もブランソンで始められたことでテレビ番組『60ミニッツ』から注目され、1991年12月8日にブランソンを紹介する番組を放映し、ブランソンを「全宇宙のライブミュージック首都」と呼んだ。
アンディ・ウィリアムズがブランソンに自分の劇場を建設し、1992年5月1日にムーンリバー・シアターとしてオープンした。グレン・キャンベルのグッドタイム・シアターは1994年にオープンし、グレン以外に、その「グッドタイム・バンド」、娘のデビー・キャンベル、マシュー・ディケンズ・ダンサーズ、コメディアンで腹話術師のジム・バーバーを登場させた。1998年、中国のアクロバット団がブランソンに到着し、初めて国際的なショーがブランソンを本拠地にした。彼等も2005年に自分達の劇場であるニュー上海劇場をオープンした。2006年、ディック・クラークのアメリカン・バンドスタンド・シアターがオープンし、州道76号線沿いに建った最新の劇場になっている。ベンソンには劇場とショーが増え続けている（最新のものはサイト・アンド・サウンド・シアターズ）。今日では「世界のライブミュージック首都」と自称している。
家庭向け映画『ゴーディ』のシーンは1995年にブランソンで撮影された。
2010年の映画『ある日モテ期がやってきた』の中で、ある家族がブランソンで休暇を過ごしに行こうとしており、あるカップルが「ブランソン行き」と書かれた明るい黄色のスエットシャツを着ておれば、二人を招待する。
ブランソンに最も近い商業空港は、2009年5月に開港したばかりのブランソン空港であり、テネシー・アーニー・フォードが所有していた土地に1億5,500万ドルを掛けて建設された。この空港は民間の所有であり、国内でも最大の民間所有空港と考えられている。その建設は、オザーク山地の一連の山を削り出したものであり、ミシシッピ州始まって以来の土砂量を移動させた工事と考えられている。以前はブランソンから北西に50マイル (80 km) 離れたスプリングフィールド・ブランソン・ナショナル空港が最も近い商業空港だった。この空港はスプリングフィールド市が所有している。

## その他の呼び物
ブランソンが有名になった多くの娯楽劇場の他に、土地の呼び物として、ハリウッド蝋人形館、シルバー・ドラー・シティ、ホワイト・ウォーター、ワルツィング・ウォーターズ、マウントプレザント・ワイナリー、ストーンヒル・ワイナリー、ライド・ザ・ダックス、ドリー・パートンのディキシー・スタンピード、ジプリンズ、洞窟巡りツアー、ナショナル・タイガー・サンクチュアリ、ゴーカーツ、ミニゴルフ、乗馬、バタフライパレス、レインフォレスト・アドベンチャーがある。リプリーのオッディトリアムは、地震あるいは他の災害によって大きくひび割れたかのように見えるようにした建物に入っており、またタイタニック博物館は有名な船と氷山の半分サイズの複製になっている。
ブランソン・ランディングは2006年夏に、ブランソン中心街のトーニーコモ湖の水際にオープンした。この湖畔のプロジェクトには旗艦店としてバス・プロ・ショップスやベルクを置いた小売りスペースがあり、店舗、レストラン、ヒルトン・ホテルを入れた屋外ショッピングモールになっている。このランディングと中心街の間にある新しい会議場は2007年9月7日にオープンした。ブランソン景観鉄道はブランソン・ランディングとは向かいの古い駅にある。

## 地理
ブランソンは北緯36度38分16秒 西経93度15分18秒 / 北緯36.63778度 西経93.25500度 (36.637706, -93.254965)に位置している。
アメリカ合衆国国勢調査局に拠れば、市域全面積は20.80平方マイル (53.87 km2)であり、このうち陸地20.63平方マイル (53.43 km2)、水域は0.17平方マイル (0.44 km2)で水域率は0.82%である。

## 人口動態

### 2010年国勢調査
以下は2010年の国勢調査による人口統計データである。
| 基礎データ - 人口: 10,520 人 - 世帯数: 4,688 世帯 - 家族数: 2,695 家族 - 人口密度: 196.9人/km2（509.9人/mi2） - 住居数: 8,599 軒 - 住居密度: 160.9軒/km2（416.8/mi2） 人種別人口構成 - 白人: 89.0% - アフリカン・アメリカン: 2.0% - ネイティブ・アメリカン: 0.9% - アジア人: 1.5% - 太平洋諸島系: 0.1% - その他の人種: 3.9% - 混血: 2.6% - ヒスパニック・ラテン系: 8.8% | 年齢別人口構成 - 18歳未満: 18.8% - 18-24歳: 10.2% - 25-44歳: 25.7% - 45-64歳: 25.6% - 65歳以上: 19.6% - 年齢の中央値: 41歳 - 性比（女性100人あたり男性の人口） - 総人口: 91.9 世帯と家族（対世帯数） - 18歳未満の子供がいる: 23.2% - 結婚・同居している夫婦: 42.8% - 未婚・離婚・死別女性が世帯主: 10.7% - 非家族世帯: 42.5% - 単身世帯: 32.8% - 65歳以上の老人1人暮らし: 13.5% - 平均構成人数 - 世帯: 2.20人 - 家族: 2.77人 |

### 2000年国勢調査
以下は2000年の国勢調査による人口統計データである。
| 基礎データ - 人口: 6,050 人 - 世帯数: 2,701 世帯 - 家族数: 1,661 家族 - 人口密度: 144.4人/km2（374.0 人/mi2） - 住居数: 3,366 軒 - 住居密度: 80.3軒/km2（208.1 軒/mi2） 人種別人口構成 - 白人: 94.50% - アフリカン・アメリカン: 0.84% - ネイティブ・アメリカン: 0.86% - アジア人: 0.71% - 太平洋諸島系: 0.03% - その他の人種: 1.47% - 混血: 1.59% - ヒスパニック・ラテン系: 4.26% | 年齢別人口構成 - 18歳未満: 20.3% - 18-24歳: 8.2% - 25-44歳: 24.4% - 45-64歳: 27.0% - 65歳以上: 20.2% - 年齢の中央値: 43歳 - 性比（女性100人あたり男性の人口） - 総人口: 86.7 - 18歳以上: 83.2 世帯と家族（対世帯数） - 18歳未満の子供がいる: 24.3% - 結婚・同居している夫婦: 48.9% - 未婚・離婚・死別女性が世帯主: 9.4% - 非家族世帯: 38.5% - 単身世帯: 31.9% - 65歳以上の老人1人暮らし: 14.1% - 平均構成人数 - 世帯: 2.21人 - 家族: 2.76人 | 収入と家計 - 収入の中央値 - 世帯: 31,997米ドル - 家族: 43,145米ドル - 性別 - 男性: 31,769米ドル - 女性: 21,223米ドル - 人口1人あたり収入: 20,461米ドル - 貧困線以下 - 対人口: 12.1% - 対家族数: 9.7% - 18歳未満: 15.6% - 65歳以上: 17.0% |

## ブランソンに関わりのあるエンターテナー一覧
- 田淵 章二
- アンディ・ウィリアムズ
- アン＝マーグレット
- ジョニー・キャッシュ
- ディック・クラーク
- ペトゥラ・クラーク
- ロバート・グーレ
- グラディス・ナイト
- ボビー・ヴィントン
- ブレンダ・リー
- ウェイン・ニュートン
- ケニー・ロジャース
- キャプテン&テニール
- デヴィッド・シルヴァーマン
- パット・ブーン
- ミューズ・ワトソン

## メディア
- 「ブランソン・トリレイクス・ニューズ」 - 週2回発行の新聞、その起源はブランソン地域で最古となる100年以上前の新聞に遡ることができる

## 交通

### 高規格道路
アメリカ国道65号線が南北に通り、北のスプリングフィールド、南のリトルロックとを繋いでいる。

### 空港
最も近い商業空港であるブランソン空港が使われている。これができる前はスプリングフィールドにあるスプリングフィールド・ブランソン・ナショナル空港が使われていた。市内にあるM・グラハム・クラーク飛行場は一般用途空港であり、主に単発機が利用している。